# Cezary Polak
Cezary Polak (ur. 31 maja 2003 w Otwocku) – polski piłkarz, występujący na pozycji lewego obrońcy w Jagiellonii Białystok.

## Kariera klubowa

### Kariera juniorska
W 2013 Polak dołączył do Sępa Żelechów, gdzie został do 2015 roku. W 2016 zaczął grać w Wildze Garwolin, a w tym samym roku przeszedł do Escoli Varsovia, gdzie spędził resztę juniorskiej kariery.
W ostatnim sezonie w Escoli rozgerał 27 meczów i strzelił 11 goli dla drużyny U-19.

### Motor Lublin
9 sierpnia 2021 udał się na wypożyczenie do Motoru Lublin z opcją wykupu do końca sezonu 2021/22. Zadebiutował w II lidze 18 sierpnia w meczu z Hutnikiem Kraków, wygranym przez Motor 3:0, zastępując Piotra Kusińskiego. 9 października 2021 otrzymał pierwszą czerwoną kartkę w karierze, w bezbramkowym remisie z KKS-em 1925 Kalisz. W sezonie 2021/22 wystąpił łącznie w 20 meczach, zaliczając 4 asysty.

### Garbarnia Kraków
22 lipca 2022 przeniósł się do Garbarnii Kraków na 2 lata, z klauzulą pozwalającą na roczne przedłużenie kontraktu. W nowej drużynie dostał numer 3. Zadebiutował w wygranym 3:1 meczu z rezerwami Śląska Wrocław, w którym w 90. minucie dostał czerwoną kartkę.
Pierwszą bramkę w seniorskiej karierze strzelił 15 października 2022 w zremisowanym 4:4 meczu z GKS-em Jastrzębie w 81. minucie. W sezonie 2022/23 rozegrał 19 meczów, strzelił jedną bramkę i dostał dwie czerwone kartki.

### Kotwica Kołobrzeg
13 lipca 2023 potwierdzono transfer obrońcy do Kotwicy Kołobrzeg. Zadebiutował w wyjściowym składzie w przegranym 0:1 meczu z Polonią Bytom. Pierwszego gola zdobył w meczu z Pogonią Siedlce, zremisowanym 3:3. W tym samym meczu otrzymał czerwoną kartkę.
W przerwie zimowej odrzucił ofertę transferu do nieokreślonego duńskiego klubu za kwotę 150 000 euro. Trzy kluby Ekstraklasy – Legia Warszawa, Raków Częstochowa i Radomiak Radom – również złożyły oferty. W sezonie 2023/2024 awansował z Kotwicą Kołobrzeg do I ligi. W przerwie letniej pojawiły się kolejne oferty – Raków Częstochowa zaoferował za transfer obrońcy 300 000 euro, tak samo jak Aalborg BK i 1. FC Magdeburg. Wisła Kraków także była zainteresowana transferem za taką samą kwotę, ale nie udało im się, ponieważ nie mogli zapłacić Kotwicy bezpośrednio.

### Jagiellonia Białystok
3 września 2024, po udanych testach medycznych, Polak przeszedł do Jagiellonii Białystok na 3 lata. W nowym klubie otrzymał numer 5.

## Kariera reprezentacyjna
Polak grał w Reprezentacji Polski U-20, której był kapitanem. Występował także w kadrze U-21, gdzie zadebiutował w wygranym 2:1 meczu z Izraelem.

## Statystyki
Aktualne na 6 czerwca 2025, na koniec sezonu 2024/2025
| Klub                     | Sezon              | Liga               | Liga  | Liga | Puchar | Puchar | Inne  | Inne | Ogółem | Ogółem |
| Klub                     | Sezon              | Rozgrywki          | Mecze | Gole | Mecze  | Gole   | Mecze | Gole | Mecze  | Gole   |
| ------------------------ | ------------------ | ------------------ | ----- | ---- | ------ | ------ | ----- | ---- | ------ | ------ |
| Motor Lublin (wyp.)      | 2021/2022          | II liga            | 18    | 0    | 1      | 0      | 1     | 0    | 20     | 0      |
| Garbarnia Kraków         | 2022/2023          | II liga            | 19    | 1    | —      | —      | —     | —    | 19     | 1      |
| Kotwica Kołobrzeg        | 2023/2024          | II liga            | 29    | 4    | 2      | 0      | —     | —    | 31     | 4      |
| Kotwica Kołobrzeg        | 2024/2025          | I liga             | 7     | 0    | 1      | 0      | —     | —    | 8      | 0      |
| Kotwica Kołobrzeg        | Łącznie            | Łącznie            | 36    | 4    | 3      | 0      | —     | —    | 39     | 4      |
| Jagiellonia Białystok    | 2024/2025          | Ekstraklasa        | 11    | 0    | 3      | 0      | 2     | 0    | 16     | 0      |
| Jagiellonia Białystok II | 2024/2025          | III liga (gr. I)   | 3     | 0    | —      | —      | —     | —    | 3      | 0      |
| Łącznie w karierze       | Łącznie w karierze | Łącznie w karierze | 87    | 5    | 7      | 0      | 3     | 0    | 97     | 5      |

## Sukcesy
- Superpuchar Polski
  -  2024[31]